# Le tartuffe
Le tartuffe è un film del 1984 diretto da Gérard Depardieu. Il film, che ha come protagonista lo stesso regista, è basato sull'opera teatrale Il Tartuffo (1664) di Molière.